# Pellia fabbroniana
Pellia fabbroniana là một loài rêu trong họ Pelliaceae. Loài này được Raddi mô tả khoa học đầu tiên năm 1818.
Danh pháp khoa học của loài này chưa được làm sáng tỏ. 